# 新音乐快递

《新音乐快递》自从1978年使用的标志

參數所指定的目標頁面不存在，建議更正成存在頁面或直接建立下列一個頁面（建立前請先搜尋是否有合適的存在頁面可以取代）：
- NME (消歧义)

《新音乐快递》（英語：New Musical Express，直译：「新音乐快车」，缩写：NME），英国发行的音乐杂志，自1952年起以周刊的形式出版发行。在著名的朋克时代中，它在地下圈内赢得了相当的口碑。
它的每期銷量於1964年受披頭四和滾石熱潮帶動到達最高峰，接近30萬7千冊。2018年3月發行最後一期印刷版，此後改為只有網上版，但不排除日後發行印刷版特刊的可能。